# Słownik nazw żeńskich polszczyzny
Słownik nazw żeńskich polszczyzny – zbiór ponad 2100 feminatywów występujących w języku polskim od XIX wieku do współczesności. Wydawnictwo opracowane zostało przez zespół językoznawczyń w składzie: Katarzyna Hołojda, Patrycja Krysiak, Agnieszka Małocha-Krupa, Marta Śleziak pod redakcją Agnieszki Małochy-Krupy.
Zebrane hasła są rzeczownikami stanowiącymi wyłącznie nazwy kobiet (aktualizowanymi w funkcji niezdrabniającej), spełniającymi przynajmniej jeden z warunków:
1. eksplikują wyznacznik morfologiczny (przyrostek) żeńskości: chrześniacz-ka, zwyciężcz-yni;
2. zazwyczaj pochodzą od podstaw słowotwórczych męskoosobowych: handlarz → handlarka, handlowiec → handlowczyni (część z nich jednakże nie wywodzi się słowotwórczo od męskoosobowych podstaw (np. gorseciarka, sufrażystka) ze względu na to, że zakres pojęciowy, jaki wyznaczały, był postrzegany i wartościowany w kulturze polskiej jako prymarnie odnoszony do sfer bliższych kobietom, a zatem pojawiły się w dawnym zwyczaju społecznym takie rzeczowniki, jak: gorseciarz, sufrażysta).

Zbiór nie zawiera (z wyjątkami uznanymi za interesujące):
1. nazw potocznych, wulgarnych;
2. konstrukcji analitycznych;
3. nazw mieszkanek miejscowości, regionów, państw;
4. rzeczowników z przyrostkiem -ka w funkcji niefeminatywnej (np. drwalka jako ‘praca w drwalni’, listonoszka jako ‘torebka’, pogodynka jako 'automatyczne urządzenie podające prognozę pogody przez telefon’ żałobnica jako ‘roślina’, ‘ptak’, ‘żaba’, ‘ryba’);
5. nazw ekspresywnych pochodzących od innych nazw żeńskich (zarejestrowano np. hasło gęsiarka, ale nie gęsiareczka).

Jednocześnie słownik stanowi zbiór autentycznych cytatów z literatury, prasy, radia, telewizji, portali i forów internetowych, korespondencji elektronicznej i form użytkowych – wraz z katalogiem źródeł, definicją oraz komentarzem. Przy opisie zaproponowana została metoda dyskursocentryczna.